# Бахчисарајска палата
Бахчисарајска или Канова палата (тур. Han Sarayı) или Хансарај се налази у граду Бахчисарају на Криму. У Руској Федерацији, која контролише спорну територију Крима, представља објекат културног наслеђа од федералног значаја, у Украјини, у чијим границама је спорна територија призната од већине држава чланица УН, као споменик културног наслеђа од националног значаја. Изграђена је у 16. веку и постала је дом низу кримских канова.
У палати се налази музеј историје и културе кримских Татара, музеј уметности , изложба хладног и ватреног оружја. Територија дворског комплекса заузима 4,3 хектара. Раније је подручје комплекса палате било 18 хектара . Палата се налази на левој обали реке Чурук-Су. Комплекс палате обухвата северну и јужну капију, зграду Свитског, дворски трг, главну зграду, харем, ханску кухињу и шталу, зграду библиотеке, соколску кулу, ханову џамију, перзијску башту, гробље, гробницу (турбе) Диљара Бикеча, купатило, насип са три моста, баште и паркове и друге објекте.
Унутрашњост палате је уређена тако да одражава традиционални кримско татарски стил из 16. века. То је једна од најпознатијих муслиманских палата у Европи, поред султанских палата у Истанбулу и Алхамбре у Шпанији.

## Историја
Град Бахчисарај и палату наручила је династија Кримског кана, која је овде преместила своју престоницу из Салачика у првој половини 16. века.
Комплекс палате и минарете изградили су у 16. веку османски, персијски и италијански архитекти. Каснија оштећења су захтевала делимичну реконструкцију, али структура и даље подсећа на првобитни облик. Неке зграде које се тренутно налазе у палати су накнадно дограђене, док неке од првобитних зграда нису могле да се одрже после 18. века.
Најстарије грађевине комплекса палате, велика Ханова џамија и купатила Сарај-Гјузел, датирају из 1532. године. Портал Демир капија датира из 1503. године, али је изграђен на другом месту, а затим премештен у палату. Године 1736, током рата Кримског каната са Русијом, Бахчисарај су заузеле трупе фелдмаршала Кристофа Миниха. Миних је наредио да се спале канова престоница и палата. Пре тога је, међутим, наложио капетану Манштајну да направи опис палате (одржао се до данас), а тек након тога је канова резиденција запаљена. Ватра је уништила већину дрвених објеката, након чега је палата скоро потпуно обновљена .
Након присаједињења Крима Руској империји, палата је била под јурисдикцијом Министарства унутрашњих послова. Накнадне реконструкције су промениле отомански ентеријер и додале нове значајне споменике.
Дана 20. маја 1787. Катарина II је посетила палату. Реновирање палате је надгледао принц Потемкин, који је, као и већина Европљана, по стереотипу , сматрао да је класични отомански ентеријер недовољно луксузан за царске личности и извршио обимно реновирање неколико просторија у еклектичном стилу, мешајући оријенталне и европске украсе. Намештај је доношен из Санкт Петербурга, Москве и Цариграда. Део намештаја је био локалне израде . Више од 60 мајстора и 50 радника ангажовано је на поправци палате за долазак царице.
Године 1818. палату је посетио Александар I. Тада су срушене оронуле зграде харема, услед чега је остала само помоћна зграда са три просторије . 1822. године, под руководством архитекте И. Ф. Колодина, палата је поправљена. Александар II је 9. септембра 1837. посетио палату у пратњи свог учитеља Василија Андрејевича Жуковског. Током Кримског рата 1854-1855, у палати се налазила амбуланта.
Године 1908. у палати је отворен музеј. Године 1912. Николај II и његова породица су посетили палату. После Октобарске револуције 1917. године, у палати је отворен музеј историје и културе кримских Татара. Његов директор од 1917. до 1934. био је ликовни критичар и етнограф Усеин Абдрефјевич Боданински, који је касније стрељан. Од 1955. године то је Историјски и археолошки музеј Бахчисараја, а од 1979. године - Историјско-архитектонски музеј.
1944. године, након ослобођења града, у палати су смештене хируршке мобилне пољске болнице.
У 1961-1964. години извршена је научна рестаурација мурала и архитектонских детаља палате, коју је извршио научно-рестаураторски одсек Гостроја Украјинске ССР. Током ове рестаурације изглед палате је приближен оригиналу. Уклоњени су слојеви боје са портала Демир-капије, уклоњени су каснији слојеви мурала Велике џамије, очишћени мурали Омера у Летњем павиљону, и рестаурирани су плафони Диван сале. Радови на враћању дворског комплекса у првобитно стање се настављају.
Од октобра 2015. године, Ханова палата је објекат културног наслеђа од савезног значаја.
Године 2017. палата је била предмет рестаурације, коју је спровела московска Atta Group, фирма са мало искуства у очувању историје. Као део процеса, вековима старе храстове греде палате су уклоњене и замењене бетоном, оригиналне плочице су уклоњене, док су мурали из 18. века оштећени струјом воде под високим притиском. Осим тога, појавиле су се пукотине на фасади зграде и отпао је малтер приликом чишћења под притиском. Као одговор на наводну штету, Министарство спољних послова Украјине је упутило протест УНЕСКО-у, који управља светском баштином, пошто је Бахчисарај место 2003. године додато на Пробну листу места светске баштине те организације 

## Бахчисарајска фонтана
У једном дворишту налази се мала фонтана чија је тужна прича толико дирнула руског писца Александра Пушкина када је посетио да је написао дугачку наративну песму под називом „Бахчисарајска фонтана“. Александар Сергејевич Пушкин посетио је палату 7. септембра 1820. са породицом генерала Рајевског.
Фонтана је позната као оличење љубави једног од последњих кримских канова, Ћирима Гиреј Кана, према његовој младој жени и његове туге након њене ране смрти. Прича се да се кан заљубио у Пољакињу у свом харему по имену Марија. Претпоставља се да је Марију убила бивша канова омиљена грузијска жена Зарема, коју је Марија у његовим наклоностима потиснула. Упркос својој оштроумности у борби, каже се да је туговао и плакао када је Марија умрла, задививши све оне који су га познавали. Наручио је да се направи мермерна чесма, да би стена плакала, као он, заувек.
Првобитно постављена поред гробнице младе жене у мирној башти, фонтана је пребачена на своју садашњу локацију у дворишту амбасадора након што је Катарина Велика наредила анексију територије Крима. Пушкинови стихови су делимично заслужни за опстанак саме палате до данас.

## Велика џамија
Велика канова џамија налази се на тргу источно од северне капије. То је једна од највећих џамија на Криму и једна од првих зграда Канове палате. Џамију је 1532. године саградио Сахиб I Гиреј и носила је његово име у 17. веку.
Џамија се састоји од тробродне квадратне молитвене сале покривене кровом на четири воде, припрате и пронаоса окренутих према истоку и западу. Кроз пронаос се уздижу два симетрична осмоугаона минарета; високи су двадесет осам метара и имају конусне капе и врхове. На североисточном углу џамије је причвршћен киоск за абдест са куполом квадратног облика. Верује се да је уз источни зид стајала медреса коју је изградио кан Арслан Гиреј 1750. године. У џамију се улази кроз портал окренут ка северу. Унутра је балкон причвршћен за три од четири зида, од којих је део одвојен за Канову ложу. Научници тврде да је џамија првобитно била покривена куполама различитих величина.
Године 1736. џамија је оштећена у пожару и касније обновљена за време владавине кана Селамета Гиреја.

## Мала џамија
Мала канова џамија налази се у главној згради и дизајнирана је за чланове канове породице и значајне званице. Изградња мале џамије датира из 16. века, а слике у џамији су из 17. и 18. века.
У јужном зиду је михраб, чији горњи део сече седам орнаментисаних појасева који симболизују седам нивоа неба. Изнад михраба је витраж, на коме се види Сулејманов печат (хексаграм). На зидовима мале џамије су изгребане слике чамаца са једрима, коњима и коњаницима.

## Галерије
Зграде
- Палата 1830. године
- Карта Бахчисарајске баште и палате, 1855
- Велика џамија палате
- Бахчисарајска палата
- Северна капија
- Стамбени простор
- Зграда харема

Ентеријер
- Фонтана суза
- Златна фонтана
- Летњи павиљон
- Унутрашњост харема

У уметности
- Канова палата, Карло Босоли (1840-1842)
- Канова палата, Карло Босоли (1857)
- Бахчисарај, Борис Кустодијев (1917)